# Fay Masterson
Fay Masterson (* 15. April 1974 in Kent, England) ist eine britische Schauspielerin.

## Leben
Masterson begann ihre Karriere als Kinderdarstellerin in einer Nebenrolle in der Astrid-Lindgren-Verfilmung Pippi Langstrumpfs neueste Streiche. Es folgten Gastauftritte in britischen und US-amerikanischen Fernsehserien. Eine größere Rolle spielte sie 1993 an der Seite von Mel Gibson im Drama Der Mann ohne Gesicht. Zwischen 1990 und 1996 hatte Masterson die wiederkehrende Rolle der Gabriella Tanzi in der britischen Science-Fiction-Serie Jupiter Moon.
In den 2000er Jahren war Masterson in kleineren Filmproduktionen wie Sorted zu sehen, Hauptrollen spielte sie dabei in The Lost Skeleton of Cadavra und See des Grauens. Bekanntheit beim Fernsehpublikum erlangte sie als Lieutenant Commander Andrea Garnett in der zwischen 2014 und 2018 produzierten Serie The Last Ship.
Neben ihrer Schauspieltätigkeit ist Masterson auch als Synchronsprecherin für Computerspiele tätig, unter anderem wirkte sie an Gears of War 3, Star Wars: The Old Republic und Mass Effect 3 mit.

## Filmografie (Auswahl)
- 1988: Pippi Langstrumpfs neueste Streiche (The New Adventures of Pippi Longstocking)
- 1992: Im Glanz der Sonne  (The Power of One)
- 1993: Der Mann ohne Gesicht (The Man Without a Face)
- 1994: Cops & Robbersons – Das haut den stärksten Bullen um (Cops and Robbersons)
- 1995: Schneller als der Tod (The Quick and the Dead)
- 1999: Eyes Wide Shut
- 2000: Sorted
- 2001: The Lost Skeleton of Cadavra
- 2005: See des Grauens (Sam's Lake)
- 2007: Kick It Like Sara (Her Best Move)
- 2009: Disneys Eine Weihnachtsgeschichte (A Christmas Carol)
- 2014–2018: The Last Ship (Fernsehserie)
- 2017: Fifty Shades of Grey – Gefährliche Liebe (Fifty Shades Darker)
- 2018: Fifty Shades of Grey – Befreite Lust (Fifty Shades Freed)
- 2018: Vice – Der zweite Mann (Vice)